# Ретенция (философия)
Ретенция (от retention – удержание) — термин, введенный Эдмундом Гуссерлем и описывающий способность сознания распознавать не только текущие, но и предшествующие восприятия. Гуссерль также называет эту функцию «первичной памятью». Иными словами, ретенция — следы прошлого восприятия, актуально данные в настоящем.

## Ретенция в философии Эдмунда Гуссерля
Гуссерль описывает эту функцию сознания на примере прослушивания музыки: без предыдущих нот невозможно распознать мотив или тему в музыке. Ретенция объясняет процесс удержания в памяти предыдущих слуховых впечатлений и их связывания с текущими впечатлениями. При восприятии мелодии мы не можем говорить о стягивании прозвучавших тонов в точку, поскольку речь идет об упорядоченной последовательности звучания. Воспринятая мелодия представляет собой отдельные восприятия, существующие друг за другом, но оказавшиеся в поле целостного, длящегося акта схватывания.

В темпоральном сознании настоящего присутствуют все тоны звучащей мелодии в их последовательности. Именно это удержание только что прозвучавших тонов в единстве темпорального сознания и есть ретенциальное сознание. Это удержание — не просто сохранение, но структурное, темпоральное расширение восприятия.  
Простая схема временного восприятия у Гуссерля выглядит так: ретенция первого тона — теперь второго тона — протенция третьего тона. Актуально звучит только второй тон, но слышим мы именно мелодию — соответствие и взаимовлияние предшествовавших и будущих тонов.
С феноменологической точки зрения ретенция — это не напоминание, которое представляет ситуацию из прошлого, а скорее некий аспект, который позволяет прошлому проникать в настоящее. Именно в этом аспекте Гуссерль видит отличие от фактического запоминания.
Ретенция предполагает определенную континуальность, в которой каждая ретенция представляет собой определенный модус, в котором прошедший временной момент удерживается во временном сознании. Чем дальше отстоит прошедший временной пункт от актуального «теперь» временного объекта, тем нечетче и темнее он представлен в ретенции.
Сам термин ретенция (наряду с другими терминами) вводится Гуссерлем для анализа сознания времени:
1. Праимпрессия (die Urimpression);
2. Ретенция (die Retention);
3. Протенция (die Protention).

## Ретенция в структуре темпорального восприятия
Феноменология разработала свою оригинальную концепцию времени. Время рассматривается здесь не как объективное, но как временность, темпоральность самого сознания. Гуссерль предложил следующую структуру темпорального восприятия:
1. «Теперь-точка» (первоначальное впечатление);
2. Ретенция, то есть первичное удержание этой теперь-точки;
3. Протенция, то есть первичное ожидание или предвосхищение, конституирующее «то, что приходит».

## Предпосылки к становлению термина
Первую попытку субъективного истолкования времени предпринял еще Августин, который объяснил настоящее, прошлое и будущее посредством анализа внутреннего переживания души – ее восприятий, воспоминаний и ожиданий. Концепция Гуссерля "о внутреннем сознании времени" в известном смысле продолжает эту субъективную традицию.

Традиционно, такая стратегия работы с темой времени, идущей от Августина, понимавшего время как «растяжение души», противопоставляется Аристотелю, рассматривавшего «время как число движения». Интересно, что в изначальной версии лекционного курса (прочитанного в 1904-1905 г.) Гуссерль рассматривает свою стратегию как в равной степени продолжающую подход обоих этих философов и приводит фразу из аристотелевского трактата De memoria:
Данное в настоящем — дело восприятия, будущее — дело надежды (или как мы могли бы сказать — ожидания — Э.Г.), прошлое же — дело памяти». В сходном смысле Августин пытается возвести (zurückzuführen) три модуса времени к attentio, expectatio и memoria

## Критика теории времени Франца Брентано
Понятия ретенции и протенции вводятся Гуссерлем как априорные («изначальные») акты внутреннего сознания, продуцирующие время и заменяющие в этом отношении брентановскую продуктивную фантазию.
Гуссерль уточнил, рационализировал и депсихологизировал теорию времени Брентано и устранил основные ее трудности. Понятия ретенции и протенции дают основу для понимания происхождения первичной интуиции времени. Гуссерль обосновывает необходимое соединение прошлого и настоящего, безусловную данность прошлого, и, следовательно, его реальность, при феноменологическом истолковании этого понятия.
Понятие первичной ассоциации Брентано неприемлемо для Гуссерля и по той причине, что оно исходит из связи реальных переживаний, которая уже предполагает некое разделение во времени. Это понятие неприемлемо для Гуссерля вследстиве своей объектной ориентированности, как обуславливающее представление о времени связями реально фиксируемых событий («теперь» и сохраненного в трансформированном виде «прошлого теперь»). Такого рода определения, считает Гуссерль, уже предполагают время и не пригодны для объяснения истоков представления о времени.

Память и фантазия как психические акты, конституирующие время у Брентано, заменяются у Гуссерля актами сознания, имеющими априорный, однозначный и безусловно объективный статус. Ретенция по Гуссерлю является непосредственной интенциональностью; другими словами, для удержания целого временного объекта не требуется никаких опосредующих представлений (продуктов фантазии, по Брентано).
Однако, в понятии первичной ассоциации, считает Гуссерль, присутствует необходимый компонент, а именно, несомненное соединение настоящего, прошлого и будущего, которое может быть взято как факт, как феноменологически очевидная связь, без каких либо апелляций к связям чувственных данных и психологическим методам их анализа. Понятия ретенции и протенции могут быть поняты как продукт феноменологического очищения понятия первичной ассоциации, освобождения его от эмпирического и психологического содержания. Ретенция может быть понята как изначальный акт сознания, не нагруженный какими-либо натуралистическими предпосылками.